# Język miskito
Język miskito – język z rodziny misumalpan używany przez lud Miskito zamieszkujący wschodnią część Nikaragui i Hondurasu. Obecnie posługuje się nim około 180–200 tysięcy osób. Niegdyś zaliczano język miskito do rodziny czibczańskiej, jednak obecnie klasyfikacja taka nie jest powszechnie akceptowana.
W XVIII i XIX wieku Miskito tworzyli własne państwo Moskitię – formalnie niezależne, de facto protektorat brytyjski. W 1894 roku terytorium to zostało podzielone między Honduras i Nikaraguę. Obecnie język miskito jest powszechnie używany zwłaszcza w prowincji Atlántico Norte, gdzie znają go także osoby, które posługują się hiszpańskim jako pierwszym językiem.